# Бородино (Ореховское сельское поселение)
Бородино — деревня в Ореховском сельском поселении Галичского района Костромской области России. 

## География
Деревня расположено на берегу ручья Котелок.

## История
Согласно Спискам населенных мест Российской империи в 1872 году сельцо Бородино (Екатерино-Васильевское) относилось к 1 стану Галичского уезда Костромской губернии. В нём числился 1 двор, проживало 13 мужчин и 10 женщин.
Согласно переписи населения 1897 года в усадьбе Бородино проживало 40 человек (21 мужчина и 19 женщин).
Согласно Списку населенных мест Костромской губернии в 1907 году усадьба Бородино относилась к Котельской волости Галичского уезда Костромской губернии. По сведениям волостного правления за 1907 год в ней числилось 2 крестьянских двора и 6 жителей. В усадьбе имелся сыроваренный завод.
До муниципальной реформы 2010 года деревня также входила в состав Ореховского сельского поселения.